# Blainville (Quebec)
Blainville es una ciudad de la provincia de Quebec, Canadá. Es una de las ciudades que conforman la Comunidad metropolitana de Montreal y se encuentra en el condado regional de Thérèse-De Blainville y a su vez, en la región administrativa de Laurentides. Hace parte de las circunscripciones electorales de Blainville a nivel provincial y de Terrebonne−Blainville a nivel federal.

## Geografía
Blainville se encuentra ubicada en las coordenadas 45°43′00″N 73°52′00″O / 45.71667, -73.86667. Según Statistique Canada, tiene una superficie total de 55,10 km² y es una de las 1135 municipalidades en las que está dividido administrativamente el territorio de la provincia de Quebec.

## Demografía
Según el censo de 2021, había 61 543 personas residiendo en esta ciudad con una densidad poblacional de 971.1 hab./km². Los datos del censo mostraron que de las 46 493 personas en 2006, en 2011 el cambio poblacional fue un aumento de 7010 habitantes (15.1%). El número total de inmuebles particulares resultó de 19 272 con una densidad de 349.76 inmuebles por km². El número total de viviendas particulares que se encontraban ocupadas por residentes habituales fue de 18 732.